# Comuna Valea Mare Pravăț, Argeș
Valea Mare Pravăț este o comună în județul Argeș, Muntenia, România, formată din satele Bilcești, Colnic, Fântânea, Gura Pravăț, Nămăești, Pietroasa, Șelari și Valea Mare Pravăț (reședința).

## Așezare
Comuna se află în zona montană din nord-estul județului, la nord-est de municipiul Câmpulung, pe cursul superior al râului Argeșel, la poalele Munților Iezer. Este străbătută de șoseaua națională DN73 care leagă Câmpulungul de Brașov. Lângă Valea Mare-Pravăț, din acest drum se ramifică șoseaua județeană DN72A, care duce spre sud-vest la Târgoviște pe valea Dâmboviței.
Se învecinează cu comuna Rucăr la nord-est, cu comuna Dragoslavele și comuna Stoenești la est, cu comuna Mioarele la sud, iar cu municipiul Câmpulung Muscel și comuna Lerești la vest.
Râul Argeșel își are izvorul în nordul comunei, în Munții Iezer-Păpușa și curge spre sud prin centrul ei. Satele comunei se află în partea de sud, iar partea de nord mai ales constă din păduri și munți. Cel mai înalt vârf a comunei este Păpușa (2.391 m) din Munții Iezer-Păpușa la granița cu comunele Rucăr și Lerești la nord.

## Istorie
La sfârșitul secolului al XIX-lea, comuna purta numele de Valea Mare, făcea parte din plaiul Dâmbovița al județului Muscel și era formată din satele Valea Mare, Șelari și Bogătești, cu 1048 de locuitori. În comună funcționau o biserică construită în 1837 și o școală deschisă în 1879. La acea dată, pe teritoriul actual al comunei mai funcționa în aceeași plasă și comuna Nămăești, având 887 de locuitori ce trăiau în 229 de case în satele Nămăești și Valea Româneștilor. Și aici funcționau o biserică veche și o școală cu 31 de elevi (din care 6 fete), înființată în 1861.
Anuarul Socec din 1925 consemnează comasarea celor două comune într-una singură, numită Nămăești, și cu reședința în satul Valea Mare, având 2682 de locuitori în satele Bogătești, Moroești, Nămăești, Șelari, Valea Mare și Valea Româneștilor. În 1931, comunele au fost din nou separate, Nămăești și Valea Mare-Pravăț (denumită astfel pentru a o deosebi de comuna Valea Mare-Podgoria, aflată în sudul județului) având fiecare doar satul de reședință; pe teritoriul actual al comunei a apărut și comuna Bilcești, cu satele Bilcești, Bogdănești, Moroești și Șelari. Comunele aveau să fie reunite din nou ulterior.
În 1950, comuna a fost arondată raionului Muscel din regiunea Argeș, iar în 1968, a fost transferată la județul Argeș, în cadrul căruia a devenit comună suburbană a orașului Câmpulung. A avut acest statut până în 1981, când a dispărut conceptul de comună suburbană, iar comuna Valea Mare-Pravăț a fost subordonată direct județului.

## Monumente istorice

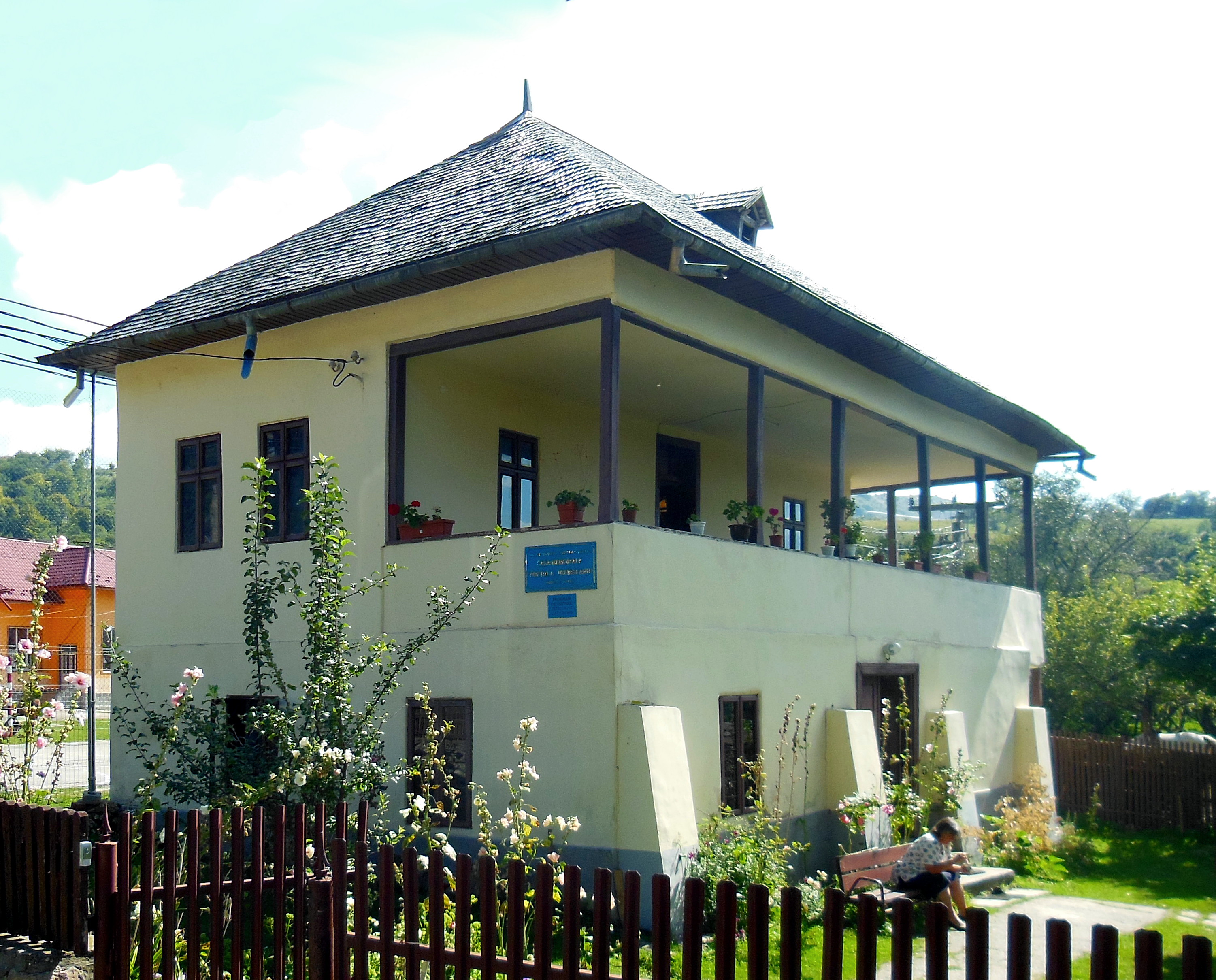
Casa memorială George Topîrceanu din Nămăești

În comuna Valea Mare Pravăț se află cinci obiective clasificate ca monumente istorice de interes național. Dintre ele două sunt monumente de arhitectură: schitul rupestru Nămăești (secolul al XIX-lea) — ansamblu alcătuit din biserica rupestră „Izvorul Tămăduirii”, 14 case monastice, clopotniță și incintă — și Biserica „Sf. Nicolae” (1788), tot din Nămăești. Celelalte trei sunt monumentele memoriale sau funerare reprezentate de o cruce de piatră din 1755, strămutată în 2009 în curtea bisericii „Sf. Dimitrie” din satul Pietroasa; o alta din 1730 aflată „la Costiță” în Nămăești; și mausoleul eroilor din Primul Război Mondial de pe Dealul Mateiaș.
În rest, alte două obiective din comună sunt incluse în lista monumentelor istorice din județul Argeș ca monumente de interes local, ambele fiind clasificate ca monumente de arhitectură: ansamblul conacului Alimănișteanu din Bilcești, datând din 1938, ansamblu alcătuit din conac (1938), biserică (1938), anexele conacului (1900) și parc (1938); și casa George Topîrceanu (sfârșitul secolului al XIX-lea) din Nămăești.

## Demografie
Componența etnică a comunei Valea Mare Pravăț
     Români (55,65%)
     Romi (36,45%)
     Alte etnii (0,05%)
     Necunoscută (7,85%)
Componența confesională a comunei Valea Mare Pravăț
     Ortodocși (88,56%)
     Penticostali (1,25%)
     Alte religii (1,17%)
     Necunoscută (9,03%)
Conform recensământului efectuat în 2021, populația comunei Valea Mare Pravăț se ridică la 4.011 locuitori, în scădere față de recensământul anterior din 2011, când fuseseră înregistrați 4.066 de locuitori. Majoritatea locuitorilor sunt români (55,65%), cu o minoritate de romi (36,45%), iar pentru 7,85% nu se cunoaște apartenența etnică. Din punct de vedere confesional, majoritatea locuitorilor sunt ortodocși (88,56%), cu o minoritate de penticostali (1,25%), iar pentru 9,03% nu se cunoaște apartenența confesională.

## Politică și administrație
Comuna Valea Mare Pravăț este administrată de un primar și un consiliu local compus din 13 consilieri. Primarul, Petre-Ionel Boncoi[*], de la Partidul Social Democrat, este în funcție din octombrie 2020. Începând cu alegerile locale din 2024, consiliul local are următoarea componență pe partide politice:
|  | Partid                          | Consilieri | Componența Consiliului | Componența Consiliului | Componența Consiliului | Componența Consiliului | Componența Consiliului | Componența Consiliului | Componența Consiliului | Componența Consiliului |
|  | ------------------------------- | ---------- | ---------------------- | ---------------------- | ---------------------- | ---------------------- | ---------------------- | ---------------------- | ---------------------- | ---------------------- |
|  | Partidul Social Democrat        | 8          |                        |                        |                        |                        |                        |                        |                        |                        |
|  | Partidul Național Liberal       | 3          |                        |                        |                        |                        |                        |                        |                        |                        |
|  | Alianța pentru Unirea Românilor | 1          |                        |                        |                        |                        |                        |                        |                        |                        |
|  | Partida Romilor „Pro Europa”    | 1          |                        |                        |                        |                        |                        |                        |                        |                        |

## Personalități născute aici
- Olga Greceanu (1890 - 1978), scriitoare, pictoriță;
- Adriana Rujan (1944 - 2018), profesor universitar, folclorist, etnograf.